# Foolad Sirjan Volleyball Club
Foolad Sirjan Volleyball Club (em persa: باشگاه والیبال فولاد سیرجان ‎), ou simplesmente Foolad Sirjan, é um time de voleibol masculino iraniano localizado na cidade de Sirjan, em Carmânia.

## História
A cidade de Sirjan tem uma longa história no futebol iraniano e, em 2016, na época Gol Gohar Sirjan venceu a primeira liga da divisão iraniana de futebol para obter uma cota para a primeira liga. O voleibol desta cidade participou da primeira divisão em 2017 com o Foolad Sirjan, liderado por Mohammad Reza Damghani, ingressando na temporada de 2018-19 na elite nacional, terminando em sétimo lugar, na temporada seguinte o campeonato foi cancelado devido a Pandemia da COVID-19.
Terminou em quarto na Liga A em 2021-22 e oitavo em 2022-23.Na temporada 2020-21, conquistou seu primeiro título nacional  na Liga A Iraniana, qualificando-se para o Campeonato Asiático de Clubes de Voleibol Masculino de 2021 em Nakhon Ratchasima, na Tailândia, onde obteve a inédita medalha de ouro, vencendo na final o Al-Arabi por 3 sets a 1, conquistando a vaga para o Campeonato Mundial de Clubes de Voleibol Masculino de 2021, em Betim, Brasil, nesta ocasião finalizou em sexto lugar.No período de 2023-23, conquistou o bicampeonato na Liga A iraniana e qualificou-se para o Campeonato Asiático de 2024 em Iazde, conquistou o segundo título e qualificando-se para o Campeonato Mundial de Clubes de Voleibol Masculino de 2024.

## Títulos

### Internacionais
- Campeonato Asiático - 2021,2024
- Campeonato Mundial - 2024

### Nacionais
- Superliga Iraniana - 2020-21, 2023-24